# عزبة شرف
عزبة شرف هي إحدى العزب التابعة لقرية العتوة التابعة لمركز قطور التابع لمحافظة الغربية بالقطر المصري.